# Molve
Molve est un village et une municipalité située dans le comitat de Koprivnica-Križevci, en Croatie. Au recensement de 2001, la municipalité comptait 2 379 habitants, dont 99,45 % de Croates et le village seul comptait 1 536 habitants.

## Localités
La municipalité de Molve compte 4 localités :
- Čingi Lingi
- Molve
- Molve Grede
- Repaš